# Zdeněk Hořínek
Zdeněk Hořínek (15. listopadu 1931 v Olomouci – 20. září 2014) byl český divadelní teoretik, redaktor, kritik, dramaturg, dramatik, herec, divadelní publicista a pedagog.

## Životopis

### Kritik, teoretik a dramaturg
Po absolutoriu studia divadelní vědy na pražské DAMU dlouhodobě působí jako divadelní kritik a teoretik. Dalším oborem jeho činnosti je praktická divadelní dramaturgie. Jako dramaturg působil v Divadle F. X. Šaldy v Liberci a v Divadle E. F. Buriana v Praze.

### Redaktor
Jako redaktor pracoval v letech 1968–1971 v časopisu Divadlo. Byl členem redakční rady časopisů Divadelní revue a Svět a divadlo.

### Pedagog
Teorii dramatu také pravidelně přednášel na Filosofické fakultě Univerzity Karlovy, kde byl řádně habilitován. Coby externí pedagog vyučoval na pražské DAMU a FAMU.

### Publicista
Byl autorem velkého množství studií a článků věnovaných dramatu a divadlu, vydal také řadu knih.

### Divadelník
Coby aktivní účinkující spolupracoval zejména s pražským Studiem Y, kde působil nejen jako autor, ale i herec/neherec a především jako dramaturg tohoto divadla 

## Knihy o divadle
- 1970 Divadlo jako hra
- 1973 Moře (montáž z básní)
- 1978 Žánry dramatu
- 1980 Divadlo a drama
- 1980 Prostředky divadelní komiky
- 1981 Úvod do praktické dramaturgie
- 1983 Divadlo a divák
- 1985 Drama, divadlo, divák (slovensky, česky vyšlo v roce 1991)
- 1986 Nové cesty divadla
- 1988 Proměny divadelní struktury
- 1990 Jan Schmid – dramatik (portrét)
- 1992 Kniha o komedii
- 1992 Outsider aneb Životopis slavného muže v uvozovkách (text hry)
- 1995 Cesty moderního dramatu (soubor studií)
- 1998 Divadlo mezi modernou a postmodernou (studie a stati)
- 2003 O divadelní komedii (studie a stati)
- 2004 Duchovní dimenze divadla aneb Vertikální přesahy (studie a stati)

## Scénické texty
- 1967 Předposlední případ Leona Cliftona (s Janem Schmidem)
- 1979 Obr Gargantua, jeho smích a život (s Janen Schmidem, podle Francoise Rabelaise)
- 1981 Hra na Gulivera (loutkohra s M. Hořínkovou podle Jonathana Swifta)
- 1981 Každý něco pro vlast a ještě něco (s Janem Schmidem podle Václava Klimenta Klicpery)
- 1996 Zachýsek Rumělka (loutkohra s M. Hořínkovou podle E. T. A. Hoffmanna podle stejnojmenné rozhlasové hry)